# Wijken en buurten in Halderberge
De Nederlandse gemeente Halderberge is voor statistische doeleinden onderverdeeld in wijken en buurten. De gemeente is verdeeld in de volgende statistische wijken:
- Wijk 01 Oud Gastel (CBS-wijkcode:165501)
- Wijk 02 Stampersgat (CBS-wijkcode:165502)
- Wijk 03 Oudenbosch (CBS-wijkcode:165503)
- Wijk 04 Hoeven (CBS-wijkcode:165504)
- Wijk 05 Bosschenhoofd (CBS-wijkcode:165505)

Een statistische wijk kan bestaan uit meerdere buurten. Onderstaande tabel geeft de buurtindeling met kentallen volgens het Centraal Bureau voor de Statistiek (2008):
| CBS-buurtcode | Buurtnaam                                    | Inwonertal | Opp. totaal (ha) | Opp. land (ha) | Ligging                |
| ------------- | -------------------------------------------- | ---------- | ---------------- | -------------- | ---------------------- |
| BU16550101    | Oud Gastel                                   | 5460       | 244              | 244            | Locatie in de gemeente |
| BU16550102    | Stoof                                        | 660        | 206              | 206            | Locatie in de gemeente |
| BU16550109    | Verspreide huizen Oud Gastel                 | 460        | 1360             | 1343           | Locatie in de gemeente |
| BU16550201    | Stampersgat                                  | 1240       | 127              | 120            | Locatie in de gemeente |
| BU16550209    | Verspreide huizen Stampersgat                | 60         | 350              | 346            | Locatie in de gemeente |
| BU16550301    | Oudenbosch-Centrum                           | 3520       | 100              | 98             | Locatie in de gemeente |
| BU16550302    | Pagnevaart                                   | 2010       | 58               | 58             | Locatie in de gemeente |
| BU16550303    | Velletri                                     | 1830       | 73               | 73             | Locatie in de gemeente |
| BU16550304    | Spui                                         | 1970       | 64               | 64             | Locatie in de gemeente |
| BU16550305    | Albano                                       | 2160       | 75               | 75             | Locatie in de gemeente |
| BU16550307    | Verspreide huizen Kuivezand en omgeving      | 670        | 999              | 997            | Locatie in de gemeente |
| BU16550308    | Verspreide huizen ten noorden van Oudenbosch | 330        | 442              | 435            | Locatie in de gemeente |
| BU16550309    | Verspreide huizen ten zuiden van Oudenbosch  | 350        | 433              | 433            | Locatie in de gemeente |
| BU16550401    | Hoeven                                       | 5160       | 285              | 285            | Locatie in de gemeente |
| BU16550402    | Achter 't Hof                                | 350        | 130              | 130            | Locatie in de gemeente |
| BU16550403    | Kruisstraat                                  | 270        | 80               | 80             | Locatie in de gemeente |
| BU16550408    | Verspreide huizen ten zuiden van Hoeven      | 510        | 382              | 381            | Locatie in de gemeente |
| BU16550409    | Verspreide huizen ten noorden van Hoeven     | 330        | 1605             | 1584           | Locatie in de gemeente |
| BU16550501    | Bosschenhoofd                                | 1850       | 132              | 132            | Locatie in de gemeente |
| BU16550509    | Verspreide huizen Bosschenhoofd              | 310        | 381              | 381            | Locatie in de gemeente |